# یواس‌اس نستور (ای‌آربی-۶)
یواس‌اس نستور (ای‌آربی-۶) (به انگلیسی: USS Nestor (ARB-6)) یک کشتی بود که طول آن ۳۲۸ فوت (۱۰۰ متر) بود. این کشتی در سال ۱۹۴۳ ساخته شد.